# Louisiadenwaaierstaart
De louisiadenwaaierstaart (Rhipidura louisiadensis) is een zangvogel uit de familie Rhipiduridae (waaierstaarten). De vogel werd in 1899 door de Duitse vogelkundige Ernst Hartert als aparte soort beschreven, maar later werd dit taxon een ondersoort van de Australische vuurstuitwaaierstaart (R. rufifrons).

## Herkening
De vogel is ongeveer 15,5 tot 17,5 cm lang en lijkt sterk op de Australische vuurstuitwaaierstaart. Van boven is de vogel grijsbruin. De borst is lichtgrijs en met zwarte schubvormig vlekjes en de buik is licht okerkleurig. Kenmerkend zijn een witte bef, zwart masker rond de ogen en een oranjerode kruin.

## Verspreiding en leefgebied
Deze soort is endemisch op de eilandengroepen D'Entrecasteaux-eilanden en de Louisiaden (Papoea-Nieuw-Guinea). De leefgebieden liggen in diverse typen tropisch bos, waaronder ook mangrove.